# Frøland
Frøland was een negendelige Nederlandse televisieserie uit 2001 met komische sketches, geschreven door Ruben van der Meer, Michael Winter en Horace Cohen, geregisseerd door Winter en uitgevoerd door Van der Meer en Cohen. De serie was een semi-vervolg op Live Opgenomen en kreeg een jaar later nog een vervolg met de titel Frø-Live.

## Verhaal
De president van het fictieve eiland Frøland, Abraham Swinkels, is zojuist overleden. De nieuwe president zal Wim Metzelaar worden. De inauguratie is negen weken na de begrafenis van zijn voorganger. In die negen weken vinden veel gebeurtenissen plaats die een grote invloed op de toekomst van het eiland hebben met als meest prominente het verhaal van Leo Treurniet. Jaren geleden heeft hij een ongeluk gehad met een landmijn, de zogenaamde XP-43. Dit heeft hem mentale en fysieke problemen opgeleverd: zijn gezin heeft hem verlaten en zijn rechterbeen is mank. Als hij op een dag ontdekt dat de XP-43 nog steeds gebruikt wordt slaan de stoppen door en wordt hij opgenomen in een psychiatrische kliniek. Hij ontsnapt hieruit en verstopt zich in een bos waar hij later door militairen gezocht wordt. Hij ontkomt aan alle militaire krachten en probeert de wapenfabriek in te dringen om de volledige voorraad XP-43 daar weg te doen. In de week van de inauguratie besluit Wim om geen president te worden maar achter zijn geheime liefde aan te gaan: Sheila. Op het moment dat Wim Sheila meeneemt op een boot van Tony Touch offert Leo zijn leven op voor Frøland door de wapenfabriek (en daarmee ook alle landmijnen) op te blazen.